# 잭 베일리

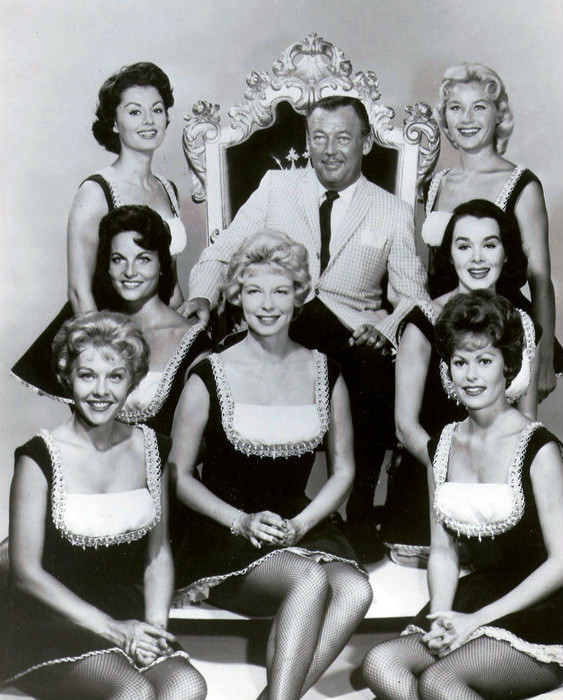

잭 베일리(Jack Bailey, 1907년 9월 15일 ~ 1980년 2월 1일)는 미국의 배우, 라디오 DJ, 텔레비전 배우, 영화배우이다.
샌타모니카에서 사망하였다.

## 영화
- 세계에서 가장 힘센 남자 (1975년)
- 딜론 보안관 (1955년)
- 히 워키드 바이 나이트 (1948년)